# Fernando Gorroño
Fernando Gorroño Véliz (Valparaíso, 30 de diciembre de 1922 - 31 de enero de 2002) fue un ingeniero civil y político chileno del Partido Radical de Chile, sirviendo como alcalde de Santiago de Chile desde el 31 de octubre de 1957 hasta la misma fecha del año siguiente.

## Biografía
Nacido en Valparaíso, hijo de Fabio Gorroño Goyenechea y Bérta Velíz Núñez. En 1949, contrajo matrimonio con María Eulalia Pinochet Parada, con quien tuvo tres hijos: Luis Fernando, José Ignacio Osvaldo y María Macarena.
Estudió ingeniería civil en la Pontificia Universidad Católica de Chile, egresandose de este ramo en el año 1947 y titulándose el 4 de agosto de 1948.
Fue fijado como alcalde de Santiago por el entonces Presidente de la República Carlos Ibáñez del Campo, sirviendo este cargo desdel 31 de octubre de 1957 hasta la misma fecha del año posterior, efectivamente cumpliendo exactamente un año de mandato. Durante su corto mandato, recibió al presidente de Argentina Arturo Frondizi en la capital chilena, declarándolo huésped ilustre de Santiago. Fue sucecido por Ramón Álvarez Goldsack, fijado por el presidente Jorge Alessandri.
Falleció el 31 de enero de 2002, a los 79 años de edad.